# Guatemalia nigritarsis
Guatemalia nigritarsis är en tvåvingeart som beskrevs av Luciane Marinoni 1992. Guatemalia nigritarsis ingår i släktet Guatemalia och familjen kärrflugor.
Artens utbredningsområde är Honduras. Inga underarter finns listade i Catalogue of Life.